# Edmondson, Baltimore
[carece de fontes?]
Edmondson Village é um bairro na área Sudoeste de Baltimore, englobando a maior parte do corredor da Edmondson Avenue. A área que forma Edmondson Village é feita de várias comunidades menores. Suas comunidades incluem Hunting Ridge, Uplands, Rognel Heights, Wildwood, West Mulberry, Allendale, Edgewood, e Lower Edmondson Village. Está localizado ao Norte da Frederick Avenue (parte da autoestrada Maryland Route 144) e ao Sul dos parques Gwynns Falls e Leakin, também estando perto das autoestradas I-95, 695 e I-70. As comunidades na região vão desde a média até a baixa renda.

## História
Mudanças na composição racial de Edmondson Village ocorreram como resultado do processo de vendas de imóveis por blockbusting (nome dado ao processo de convencer proprietários brancos a venderem suas casas a preços baixos feito por corretores de imóveis ao espalhar o medo entre os proprietários de que minorias raciais estarão se mudando para o local) entre 1955 e 1965. De acordo com o livro The Corner: A Year in the Life of an Inner-City Neighborhood, era comum nessa época comunidades dentro de Edmondson Village passarem de 100% brancas a 100% negras em menos de um ano. De acordo com o censo norte-americano de 2010, os negros no bairro eram 97,1% da população e os brancos 0,9%.

## Educação
O bairro é onde fica a Edmondson High School. Outras escolas em Edmondson Village incluem Lyndhurst Elementary, Mary E. Rodman Elementary, e Rognel Heights Elementary/Middle.

## Transporte público
A área é servida pela BaltimoreLink, serviço de ônibus fornecido pela Maryland Transit Administration;

## Cultura popular
Bunk Moreland e Omar Little, personagens fictícios do programa de TV da HBO The Wire, cresceram na região de Edmondson Village. A irmã de Bubbles na trama vivia em Edmondson Village, e Bubbles morou em seu porão durante um período de tempo.